# قصابي ملوية
قصّابي ملوية هي قرية مغربية تنتمي لإقليم بولمان، جنوبي مدينة فاس. تضم هذه البلدة 10.067 ساكنا حسب إحصاء 2004.

## معرض صور

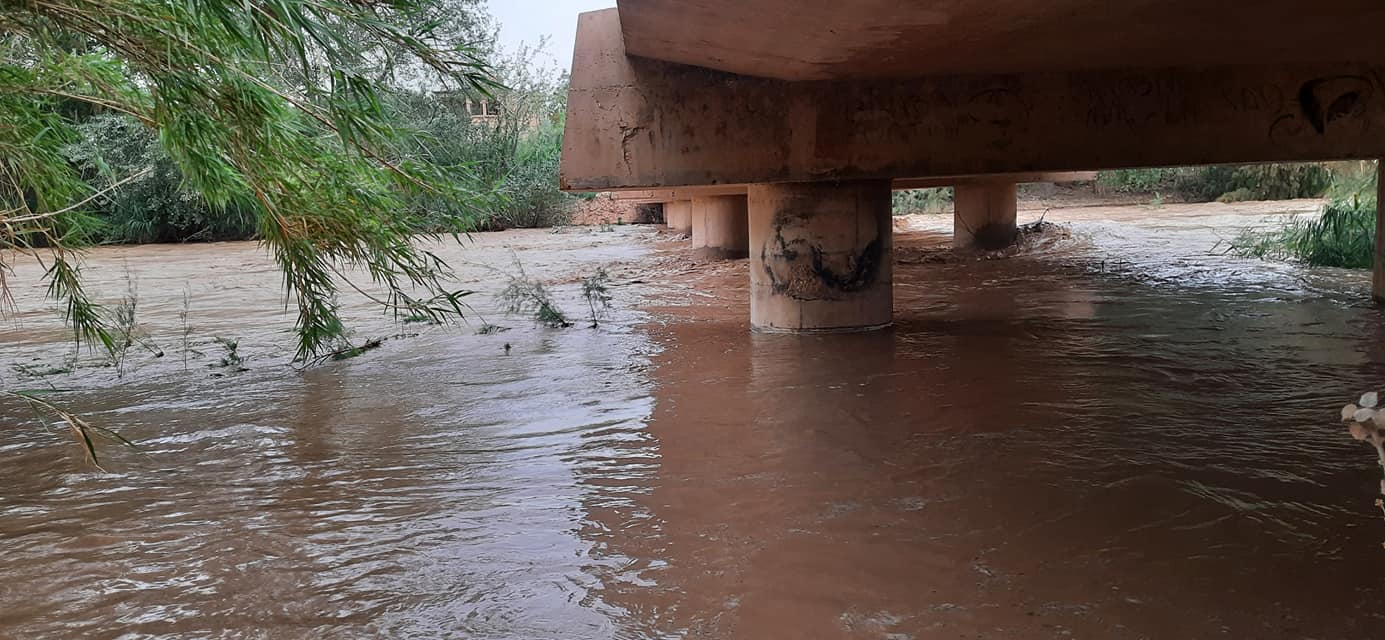
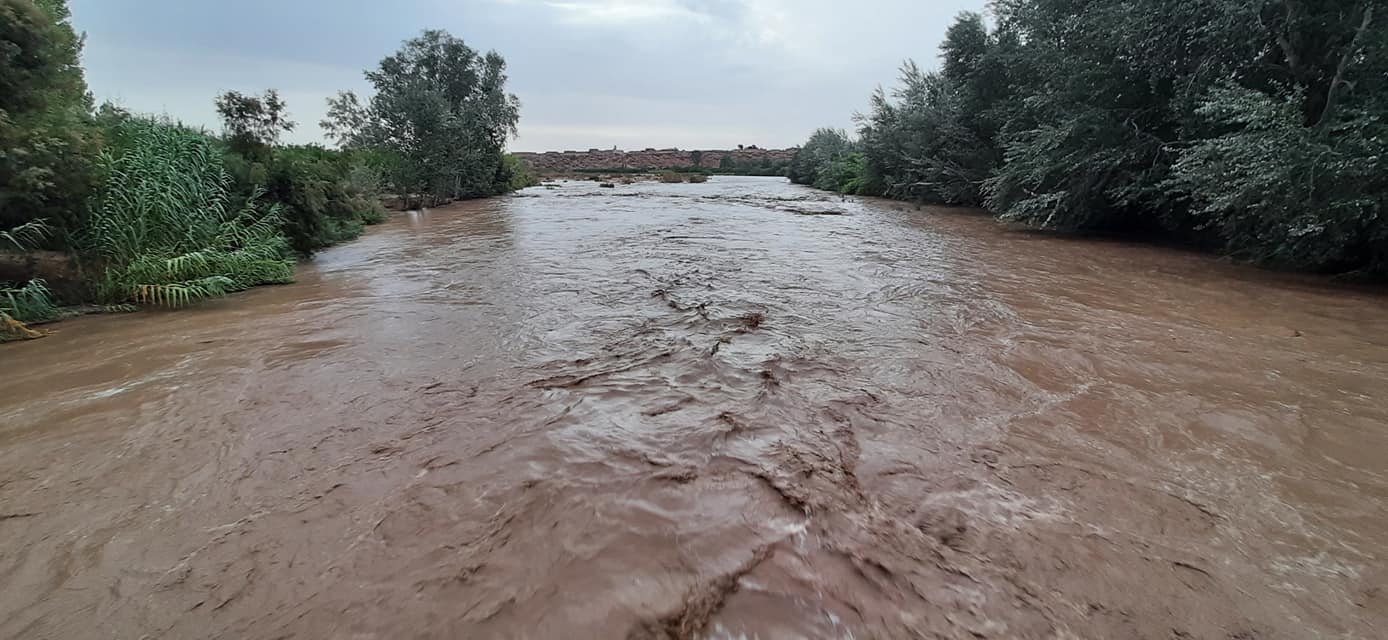
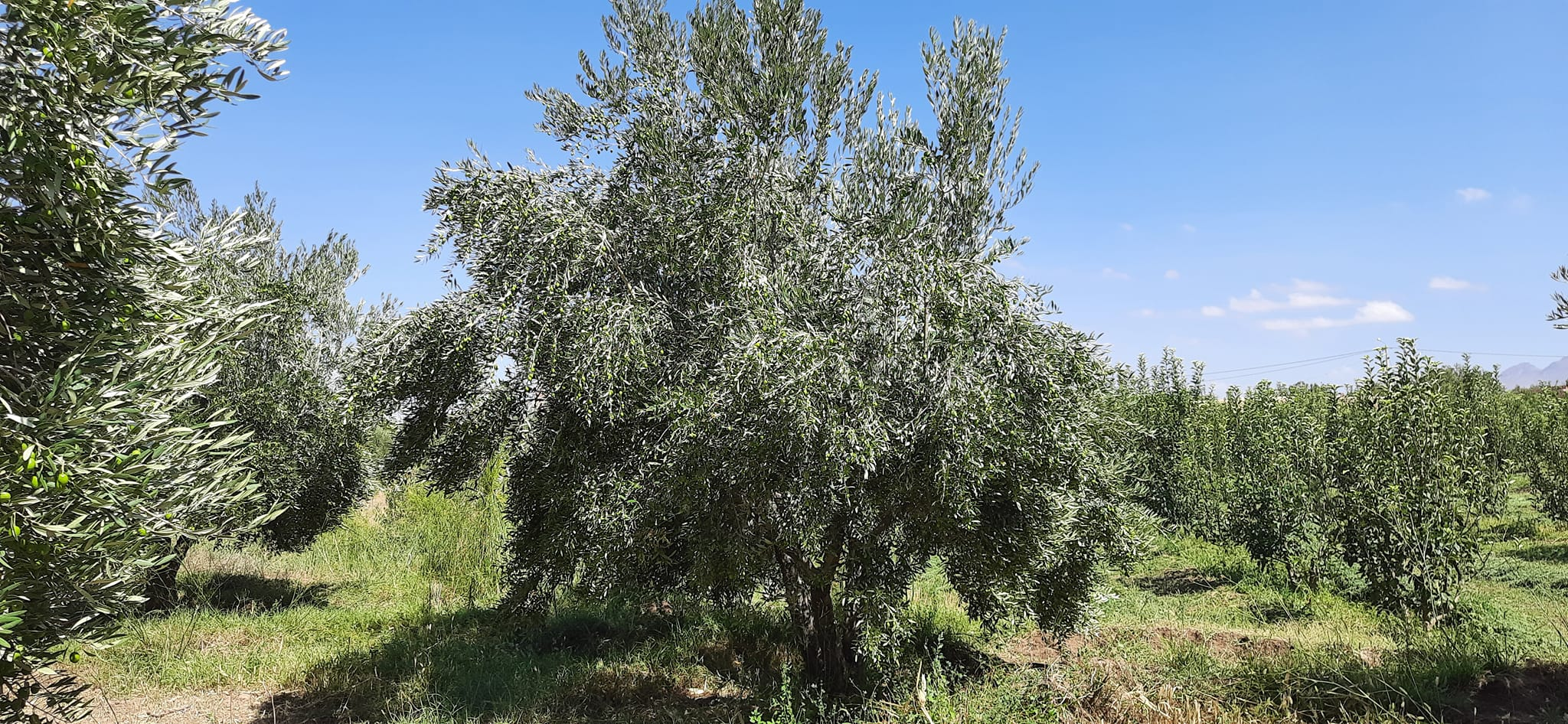
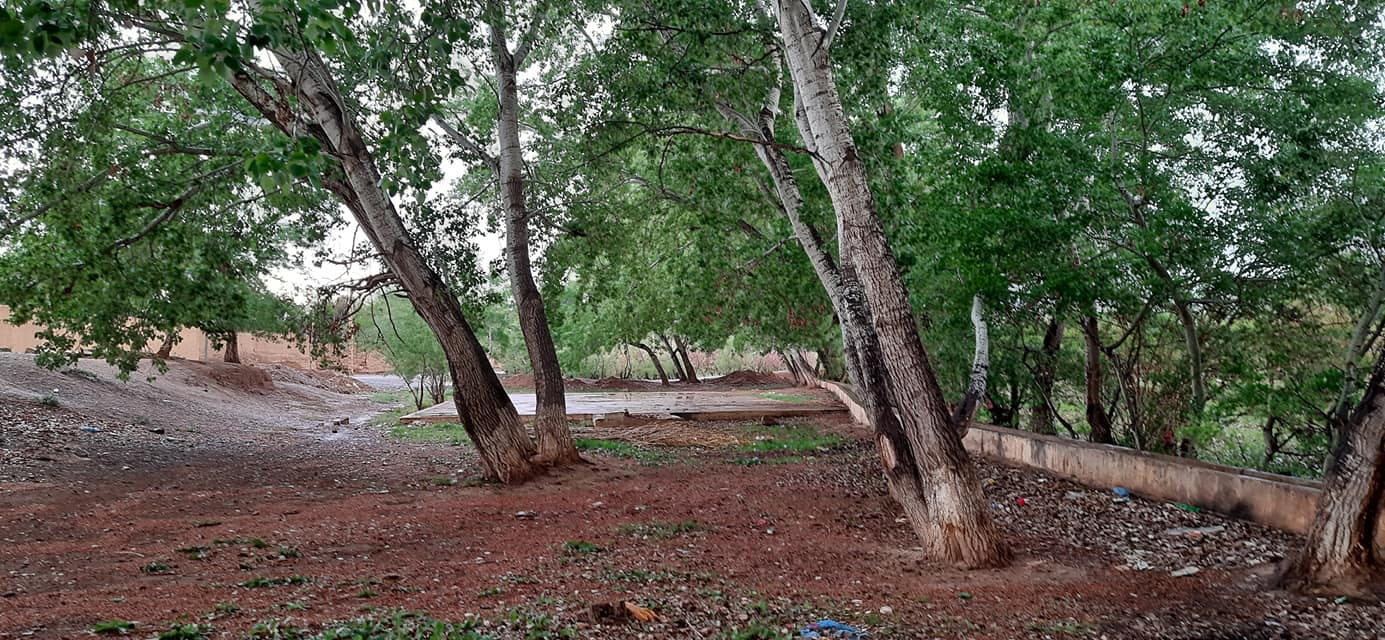
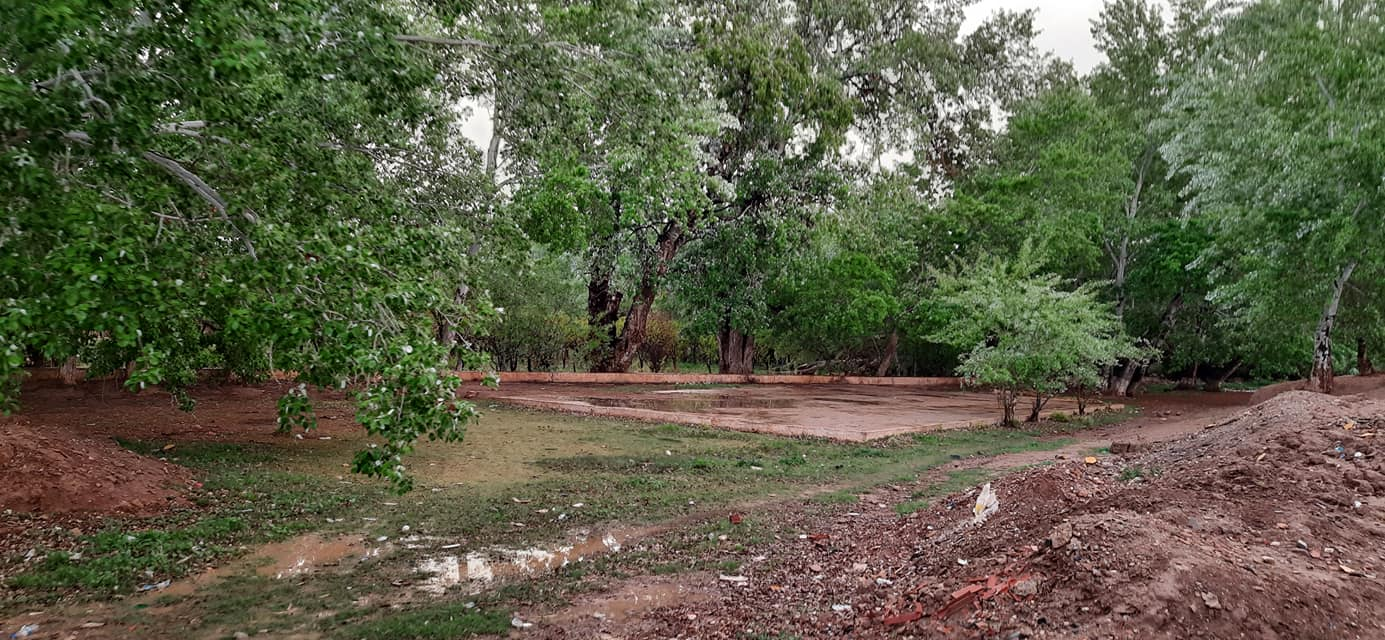
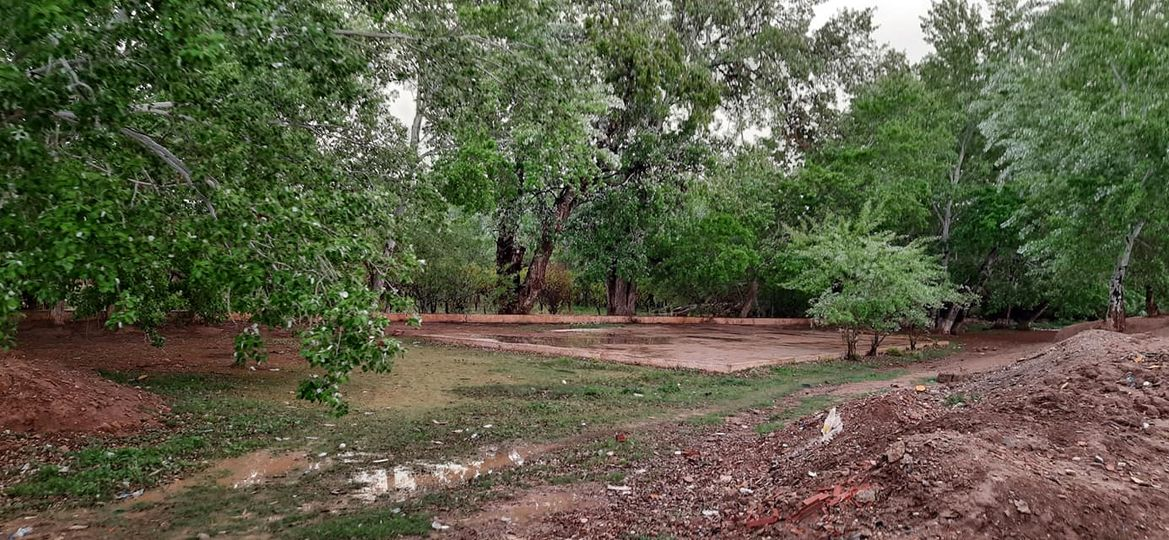
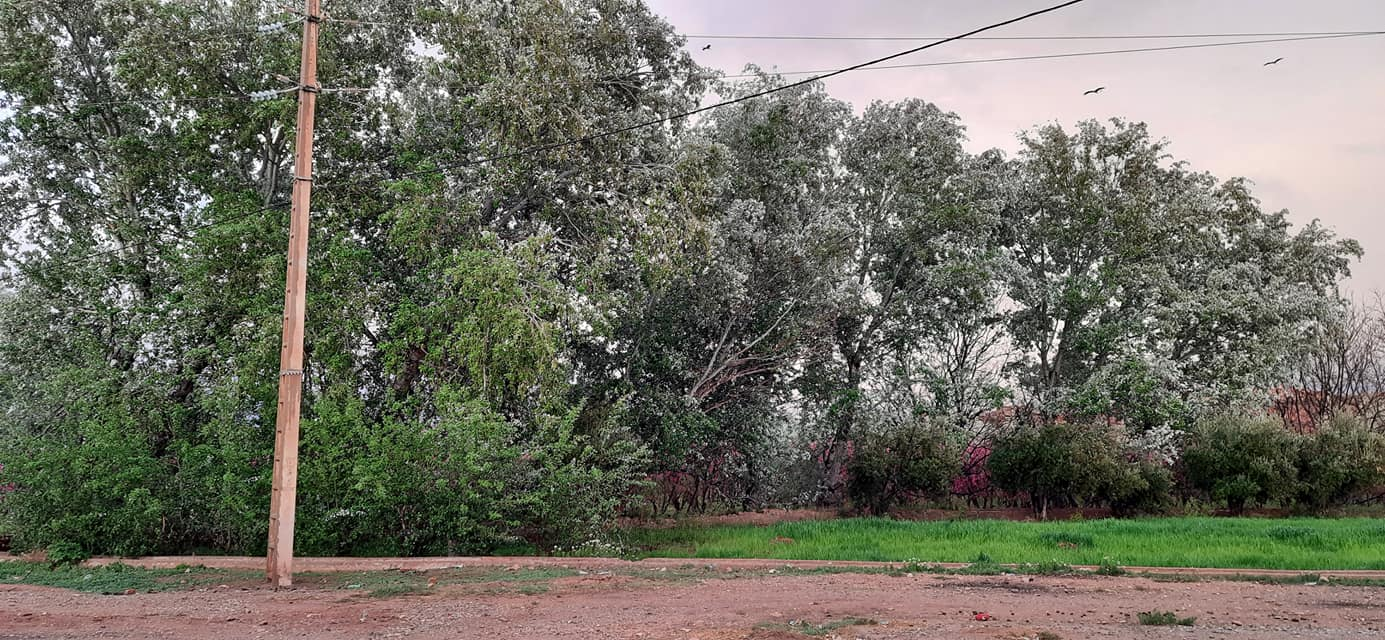
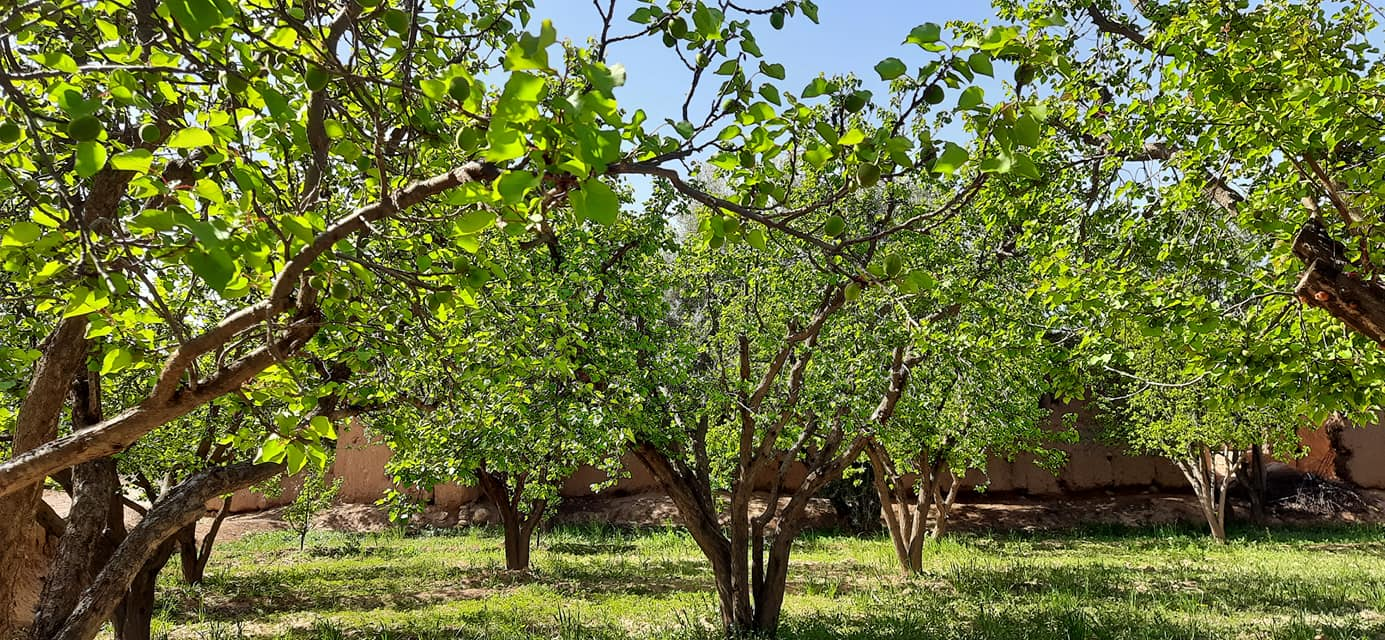